# 國學院
國學院（こくがくいん）は神社本庁指定の神職養成教学機関である。場合によって、以下の定義がある。
1. 神職養成教学機関をさす一般名詞。またはその8校の総称。特に國學院大學、京都國學院、大阪國學院をいう場合がある。
2. 國學院大學の前身名、および略称。
  - 1890年（明治23年）11月22日、皇典講究所に教育機関として設置。1904年（明治37年）、専門学校令による認可を得て専門学校に昇格。1906年（明治39年）に私立國學院大學、1919年（大正8年）國學院大學へ改称した。
  - 國學院大學、および1946年（昭和21年）に皇典講究所を継承した財団法人國學院大學と後身の学校法人國學院大學の略称。

## 神社本庁指定神職養成機関
神社本庁の定める「神職養成機関に関する規程」の第41条で「専門教育機関」に分類される神職養成機関。高等学校卒業者を対象としており、2年間の教育課程を修了すると正階位を授与される。このうち大阪國學院は通信教育課程のみの開講である。受講者は神職子弟が多く、神社出身者以外の募集を行わない場合もある。
- 志波彦神社・鹽竈神社神職養成所（宮城県塩竈市 実習先：志波彦神社・鹽竈神社）
- 出羽三山神社神職養成所（山形県鶴岡市 実習先：出羽三山神社）※皇典講究所山形分所を母体とする
- 神宮研修所（三重県伊勢市 実習先：神宮）
- 熱田神宮学院（愛知県名古屋市熱田区 実習先：熱田神宮）
- 京都國學院（学校法人京都皇典講究所京都國學院・京都府京都市上京区 実習先：石清水八幡宮など）※京都府皇典講究分所を母体とする
- 大阪國學院（大阪國學院・大阪府大阪市中央区）※皇典講究所大阪分所を母体とする
- 大社國學館（島根県出雲市 実習先：出雲大社）※島根県皇典講究分所を母体とする
- 國學院大學別科神道専修（東京都渋谷区 実習先：明治神宮・靖国神社など）※皇典講究所を母体とする